# 喜劇 日本列島震度0
『喜劇　日本列島震度0』（きげき にほんれっとうしんどゼロ）は、1973年11月22日に公開された前田陽一監督の日本映画。松竹製作・配給。

## 概要
小松左京の『日本沈没』にインスパイアされて製作されたドタバタ喜劇。

## ストーリー
東京都江東区の海抜0メートル地帯に住む足袋職人の清造は商売に身が入らず地震対策委員長に熱を上げているが、町内会の面々は冷ややかな態度。占い師蓮月は12月1日午前11時に大地震が起きると予言、町内はパニックになる。蓮月と清造は八丈島へ避難する。

## スタッフ
- 監督 - 前田陽一
- 脚本 - 前田陽一・南部英夫・吉田剛
- 製作 - 武藤三郎・瀬島光雄
- 撮影 - 竹内博
- 美術 - 芳野尹孝
- 録音 - 小林英男
- 照明 - 飯島博
- 編集 - 大沢しず

## キャスト
- 福田清造 - フランキー堺
- 大津金次郎 - 財津一郎
- 中島蓮月 - 日色ともゑ
- 南	 - 石橋正次
- 福田真知子 - 鳥居恵子
- 和光源治 - 谷村昌彦
- 遊遊亭円左 - 三遊亭円右
- 武藤一作 - 太宰久雄
- 菊ちゃん - 十勝花子
- 魚政 - 小田草之助
- 黒木 - 南利明
- タケさん - 佐山俊二
- 女中 - キャッシー
- 地震研究所所員 - 島田陽子
- 学生 - あのねのね
- 西田 - 灰田勝彦